# Pidgin groenlandés occidental
El pidgin groenlandés occidental es un idioma de contacto extinto basado en el  groenlandés que se utilizaba antes entre los inuit de Groenlandia y los comerciantes europeos. El vocabulario es mayoritariamente groenlandés. Aunque las palabras de los idiomas germánicos se incorporaron en el curso del contacto con los europeos, la mayoría de las palabras que no son inuit proceden de otros idiomas comerciales locales. El pidgin groenlandés occidental tiene una gramática muy simplificada, y los sonidos que no eran familiares para los europeos del norte, como la r y la q, se perdieron. Por ejemplo, «grasa» de orsoq se convirtió en «tocino» de oksok. Sin embargo, desde entonces se han perdido otros sonidos del groenlandés, como sh —fusionado en s en el groenlandés moderno— y grupos de consonantes: nigsik se ha convertido en nieksik «gancho», pero en el groenlandés moderno es nissik.